# Olympische Sommerspiele 1972/Teilnehmer (Österreich)
| Gelbes Symbol für Goldmedaillen mit stilisierten Olympischen Ringen | Graues Symbol für Silbermedaillen mit stilisierten Olympischen Ringen | Braundes Symbol für Bronzemedaillen mit stilisierten Olympischen Ringen |
| ------------------------------------------------------------------- | --------------------------------------------------------------------- | ----------------------------------------------------------------------- |
| —                                                                   | 1                                                                     | 2                                                                       |

Österreich nahm an den Olympischen Sommerspielen 1972 in München mit einer Delegation von 111 Sportlern teil, davon 97 Männer und 14 Frauen. Fahnenträger bei der Eröffnungsfeier war der Segler Hubert Raudaschl.

## Medaillen
Der Kanute Norbert Sattler gewann mit dem Einer-Kajak Silber im Slalom-Wettbewerb. Sowohl der Sportschütze Rudolf Dollinger als auch die Leichtathletin Ilona Gusenbauer gewannen Bronze. Dollinger war mit der freien Pistole über 50 Meter erfolgreich, Gusenbauer im Hochspringen. 

## Teilnehmer nach Sportart

### Boxen
- Franz Csandl
Herren, Halbmittelgewicht: 2. Runde

### Fechten
- Hans Brandstätter
Herren, Säbel, Einzel: 2. Runde
Herren, Säbel, Mannschaft: 1. Runde
- Bernd Brodar
Herren, Säbel, Einzel: 1. Runde
Herren, Säbel, Mannschaft: 1. Runde
- Ingrid Gosch
Damen, Florett, Mannschaft: 1. Runde
- Hannelore Hradez
Damen, Florett, Einzel: 1. Runde
Damen, Florett, Mannschaft: 1. Runde
- Adrienne Krebitz
Damen, Florett, Mannschaft: 1. Runde
- Roland Losert
Herren, Florett, Einzel: 2. Runde
Herren, Degen, Einzel:2. Runde
Herren, Degen, Mannschaft:9. Platz
- Karl-Heinz Müller
Herren, Degen, Einzel: 2. Runde
Herren, Degen, Mannschaft: 9. Platz
- Waltraut Repa
Damen, Florett, Einzel: 1. Runde
Damen, Florett, Mannschaft: 1. Runde
- Herbert Polzhuber
Herren, Degen, Mannschaft: 9. Platz
- Fritz Prause
Herren, Säbel, Einzel: 2. Runde
Herren, Säbel, Mannschaft: 1. Runde
- Elke Radlingmaier
Damen, Florett, Einzel: 1. Runde
Damen, Florett, Mannschaft: 1. Runde
- Rudolf Trost
Herren, Degen, Einzel: 3. Runde
Herren, Degen, Mannschaft: 9. Platz
- Günther Ulrich
Herren, Säbel, Mannschaft: 1. Runde

### Gewichtheben
- Rudolf Hill
Herren, Mittelschwergewicht: ausgeschieden
- Walter Legel
Herren, Leichtgewicht: disqualifiziert
- Rudolf Litsch
Herren, Mittelschwergewicht: 14. Platz
- Leopold Pichler
Herren, Mittelgewicht: ausgeschieden
- Kurt Pittner
Herren, Federgewicht: 5. Platz
- Reinhold Platzer
Herren, Leichtschwergewicht: 10. Platz

### Judo
- Eduard Aellig
Herren, Halbschwergewicht: 13. Platz
- Erich Butka
Herren, Schwergewicht: 11. Platz
- Gerold Jungwirth
Herren, Halbmittelgewicht: 10. Platz
- Lutz Lischka
Herren, Mittelgewicht: 5. Platz
- Erich Pointner
Herren, Leichtgewicht: 19. Platz
- Johann Pollak
Herren, Offene Klasse: 10. Platz

### Kanu (Rennen)
- Helmut Hediger & Günther Pfaff
Herren, Kayak-Zweier, 1000 m: 7. Platz
- Kurt Heubusch, Heinz Rodinger, Gerhard Seibold & Alfred Zechmeister
Herren, Kayak-Vierer, 1000 m: Viertelfinale
- Heimo Müllneritsch & Helmar Steindl
Herren, Canadier-Zweier, Slalom: 8. Platz
- Günther Pfaff
Herren, Kayak-Einer, 1000 m: Halbfinale
- Kurt Presslmayr
Herren, Kayak-Einer, Slalom: 10. Platz
- Barbara Sattler
Damen, Kayak-Einer, Slalom: 18. Platz
- Norbert Sattler
Herren, Kayak-Einer, Slalom: Silber
- Hans Schlecht
Herren, Kayak-Einer, Slalom: 15. Platz

### Leichtathletik
- Christiane Casapicola
Damen, 4 × 400 Meter: Vorläufe
- Ilona Gusenbauer
Damen, Hochsprung: Bronze
- Eva Janko
Damen, Speerwurf: 6. Platz
- Karoline Käfer
Damen, 200 Meter: Viertelfinale
Damen, 400 Meter: Viertelfinale
Damen, 4 × 400 m: Vorläufe
- Helmut Lang
Herren, 4 × 100 Meter: disqualifiziert im Halbfinale
- Gerlinde Massing
Damen, 4 × 400 m: Vorläufe
- Axel Nepraunik
Herren, 100 Meter: Vorläufe
Herren, 4 × 100 Meter: disqualifiziert im Halbfinale
- Gert Nöster
Herren, 4 × 100 Meter: nur in den Vorläufen eingesetzt
- Georg Regner
Herren, 4 × 100 Meter: disqualifiziert im Halbfinale
- Heimo Reinitzer
Herren, Diskuswurf: 27. Platz (Qualifikation)
- Peter Sternad
Herren, Hammerwurf: 17. Platz
- Maria Sykora
Damen, 400 Meter: Vorläufe
Damen, 800 Meter: Halbfinale
Damen, 4 × 400 Meter: Vorläufe
- Liese Sykora-Prokop
Damen, Fünfkampf: ausgeschieden
- Sepp Zeilbauer
Herren, Zehnkampf: 9. Platz
- Günther Würfel
Herren, 4 × 100 Meter: disqualifiziert im Halbfinale

### Moderner Fünfkampf
- Bruno Jerebicnik
Herren, Einzel: 44. Platz
Herren, Doppel: 11. Platz
- Wolfgang Leu
Herren, Einzel: 18. Platz
Herren, Doppel: 11. Platz
- Peter Zobl-Wessely
Herren, Einzel: 34. Platz
Herren, Doppel: 11. Platz

### Radsport (Straße)
- Sigi Denk
Herren, 100 km Mannschaftszeitfahren: 10. Platz
- Roman Humenberger
Herren, Straßenrennen, Einzel: 14. Platz
Herren, 100 km Mannschaftszeitfahren: 10. Platz
- Rudolf Mitteregger
Herren, Straßenrennen, Einzel: 71. Platz
Herren, 100 km Mannschaftszeitfahren: 10. Platz
- Wolfgang Steinmayr
Herren, Straßenrennen, Einzel: 55. Platz
- Johann Summer
Herren, Straßenrennen, Einzel: 46. Platz
Herren, 100 km Mannschaftszeitfahren: 10. Platz

### Reiten
- Ferdinand Croy
Vielseitigkeitsreiten, Einzel: 21. Platz
Vielseitigkeitsreiten, Mannschaft: 12. Platz
- Friedrich Resch
Vielseitigkeitsreiten, Einzel: 40. Platz
Vielseitigkeitsreiten, Mannschaft: 12. Platz
- Wolf-Dieter Rihs
Vielseitigkeitsreiten, Einzel: 45. Platz
Vielseitigkeitsreiten, Mannschaft: 12. Platz
- Hugo Simon
Springen, Einzel: 4. Platz
- Rüdiger Wassibauer
Vielseitigkeitsreiten, Einzel: ausgeschieden
Vielseitigkeitsreiten, Mannschaft: 12. Platz

### Ringen
- Franz Berger
Herren, Weltergewicht, griechisch-römisch: 12. Platz
- Josef Brötzner
Herren, Leichtgewicht, griechisch-römisch: ausgeschieden
- Ernst Hack
Herren, Bantamgewicht, griechisch-römisch: ausgeschieden
Herren, Bantamgewicht, Freistil: ausgeschieden
- Bruno Hartmann
Herren, Weltergewicht, Freistil: ausgeschieden

### Rudern
- Peter Bredl, Martin Hinterleitner, Norbert Hlobil, Franz Nitsche, Peter Preiß, Manfred Ruthner, Kurt Sandhäugl, Karl Sinzinger, Sr. & Peter Wetzstein
Herren, Achter mit Steuermann: 12. Platz
- Hans Fortmüller & Ulrich Wolf
Herren, Zweier ohne Steuermann: Viertelfinale
- Manfred Grieshofer, Werner Grieshofer & Rainer Hinteregger
Herren, Zweier mit Steuermann: Viertelfinale
- Manfred Krausbar & Josef Puchinger
Herren, Doppelzweier: Viertelfinale

### Schießen
- Rudolf Dollinger
Freie Pistole 50 Meter: Bronze
- Karl Fröschl
Kleinkaliber liegend 50 Meter: 67. Platz
- Hubert Garschall
Schnellfeuerpistole 25 Meter: 32. Platz
Freie Pistole 50 Meter: 21. Platz
- Guido Loacker
Kleinkaliber Dreistellungskampf 50 Meter: 39. Platz
- Josef Meixner
Trap: 20. Platz
- Gerhard Petritsch
Schnellfeuerpistole 25 Meter: 8. Platz
- Wolfram Waibel senior
Kleinkaliber Dreistellungskampf 50 Meter: 25. Platz
Kleinkaliber liegend 50 Meter: 13. Platz

### Schwimmen
- Steffen Kriechbaum
Herren, 100 m Brust: Vorläufe
Herren, 200 m Brust: Vorläufe
- Helmut Podolan
Herren, 100 m Rücken: Vorläufe
Herren, 200 m Rücken: Vorläufe

### Segeln
- Peter Denzel, Robert Haschka & Ulrich Strohschneider
Soling: 17. Platz
- Franz Eisl, Harald Fereberger & Karl Stangl
Soling: 10. Platz
- Peter Luschan & Manfred Stelzl
Tempest: 11. Platz
- Erich Moritz & Hubert Raudaschl
Tempest: 10. Platz
- Ernst Seidl & Kurt Seidl
Flying Dutchman: 18. Platz

### Wasserspringen
- Josef Kien
Herren, Kunstspringen: 32. Platz (Qualifikation)
- Rudolf Kruspel
Herren, Kunstspringen: 31. Platz (Qualifikation)
Herren, Turmspringen: 33. Platz (Qualifikation)
- Inge Pertmayr
Damen, Turmspringen: 8. Platz
- Niki Stajković
Herren, Turmspringen: 18. Platz (Qualifikation)